# Столбуново
Столбуново — деревня в Орехово-Зуевском муниципальном районе Московской области. Входит в состав сельского поселения Ильинское.

## Расположение
Деревня Столбуново расположена в юго-западной части Орехово-Зуевского района, примерно в 42 км к югу от города Орехово-Зуево. По южной окраине деревни протекает протекает безымянный ручей, впадающий в реку Десну. Высота над уровнем моря 131 м.

## История
В 1926 году деревня входила в Вантиновский сельсовет Ильинской волости Егорьевского уезда Московской губернии.
До 2006 года Круглово входило в состав Ильинского сельского округа Орехово-Зуевского района.

## Название
Согласно местному преданию, имя деревни произошло от стоявших здесь придорожных столбов.

## Население
В 1926 году в деревне проживало 384 человека (174 мужчины, 210 женщин), насчитывалось 83 хозяйства, из которых 64 было крестьянских. По переписи 2002 года — 39 человек (14 мужчин, 25 женщин).
| 1926 | 2002 | 2006 | 2010 |
| ---- | ---- | ---- | ---- |
| 384  | ↘39  | ↘34  | ↘16  |